# Parafia św. Jozafata Kuncewicza w Konstantynowie
Parafia Świętego Jozafata Kuncewicza w Konstantynowie (biał. Парафія Св. Язафата Кунцэвіча у Канстанцінаве) – parafia rzymskokatolicka w Konstantynowie. Należy do dekanatu głębockiego diecezji witebskiej. Została utworzona w 1917 roku.

## Historia
W 1768 roku Janina Okuszko ufundowała drewniany kościółek Najświętszej Trójcy. 1 października 1769 roku został poświęcony przez biskupa Feliksa Towiańskiego. Według innych źródeł pierwsza rzymskokatolicka kaplica w Konstantynowie miała znajdować się w dworze Okuszków. Od 1799 roku był to kościół filialny parafii w Udziale, przy kościele mieszkał kapłan z klasztoru Franciszkanów w Udziale. 
W 1864 r. na 14 miesięcy został uwięziony za nawoływanie do udziału w powstaniu i pomoc powstańcom, opiekujący się kościołem ks. Franciszek Rogala-Zawadzki. Wyszedł z niewoli dzięki petycji, jaką 60 włościan z Konstantynowa złożyło do gubernatora Murawjowa. Podpisy pod petycją zebrał organista Stanisław Kremis. 
30 października 1917 r. ustanowiono parafię w Konstantynowie. W 1930 roku wizytował ją arcybiskup Romuald Jałbrzykowski. W 1937 r. proboszczem został ks. Jan Mokrzecki. 
2 lipca 1962 roku z fikcyjnej przyczyny, braku materiału na budowany dom kultury w Duniłowiczach, zburzono kościół w Konstantynowie. Częściowo zachowała się stara dzwonnica. W latach 1993–95 wybudowano nowy, murowany kościół. 21 listopada 1995 roku kardynał Kazimierz Świątek konsekrował nowy kościół. Parafia otrzymała wezwanie św. Jozafata Kuncewicza. Na cmentarzu przykościelnym znajdują się nagrobki właścicieli majątku w Konstantynowie oraz ks. Edwarda Wojciechowskiego, proboszcza parafii w Dzierkowszczyźnie. 
W 2017 r. z okazji jubileuszu 100-lecia istnienia parafii uroczystą Mszę Świętą odprawił biskup Oleg Butkiewicz. Misje Święte odbyły się w parafii w latach 1936 i 2010. 
W parafii posługiwali ks. Franciszek Rogala-Zawadzki, ks. Paweł Samsonow, ks. Andrzej Kulik. 

## Proboszczowie parafii
| imię i nazwisko                                | daty urzędowania |
| ---------------------------------------------- | ---------------- |
| Ks. Dionizy Janowski                           | – 1882           |
| Ks. Franciszek Rogala-Zawadzki (administrator) | 1857 – 1882      |
| Ks. Jan Mokrzecki                              | 1937 –           |
| Ks. Paweł Samsonow                             |                  |
| ks. Andrzej Kulik                              |                  |
| ks. Antoni Łagunionek                          |                  |

## Obecnie
W parafii działają: Żywy Różaniec, ministranci, grupa modlitewna "Matki w Modlitwie". Parafia posiada kaplicę filialną św. Józefa w Girstunach.
Cmentarze znajdują się w miejscowościach: Kwacze, Konstantynów, Nowosiółki, Tumasze, Choćki, Gulidowo, Wierzchnie, Girstuny.